# Marie Meuret-Philippot
Marie Meuret-Philippot (Marcinelle, 1887 - id. 1939) est une peintre paysagiste belge.

## Biographie

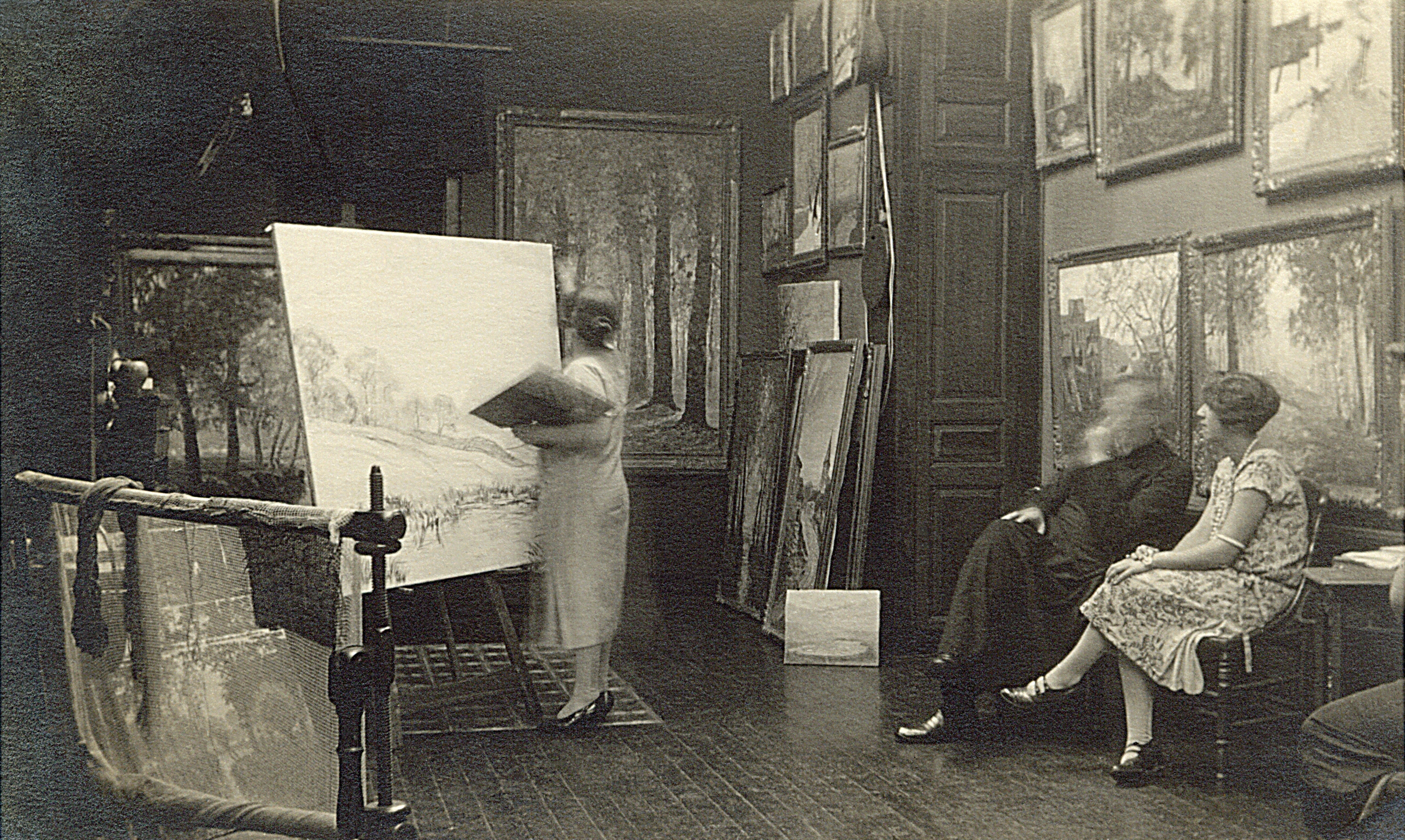
L'atelier du peintre

Marie Philippot, née en 1887, descend d’une vieille famille carolorégienne. Dès sa plus tendre enfance, sa passion pour le dessin l’emporte sur toute autre préoccupation. Sa mère ne l’encourage cependant pas dans cette voie et c’est avec l’aide d’un mécène, le baron de Blommart de Soye, de Frameries, chez qui elle passait ses vacances, qu’elle peut enfin se consacrer entièrement à sa passion pour la peinture. Blommart s'est toujours souvenu d'une petite fille qui lui vendait quotidiennement des fleurs cueillies à la sauvette dans les champs. Le produit de cet émouvant négoce servait à l'achat de papiers, pinceaux et tubes de peinture.
Son mariage avec M. Meuret en 1911, n'influença que favorablement sa vocation. La Grande Guerre, toutefois, ne lui permit plus de peindre. Toute son activité, elle la consacra à servir un réseau de résistance.

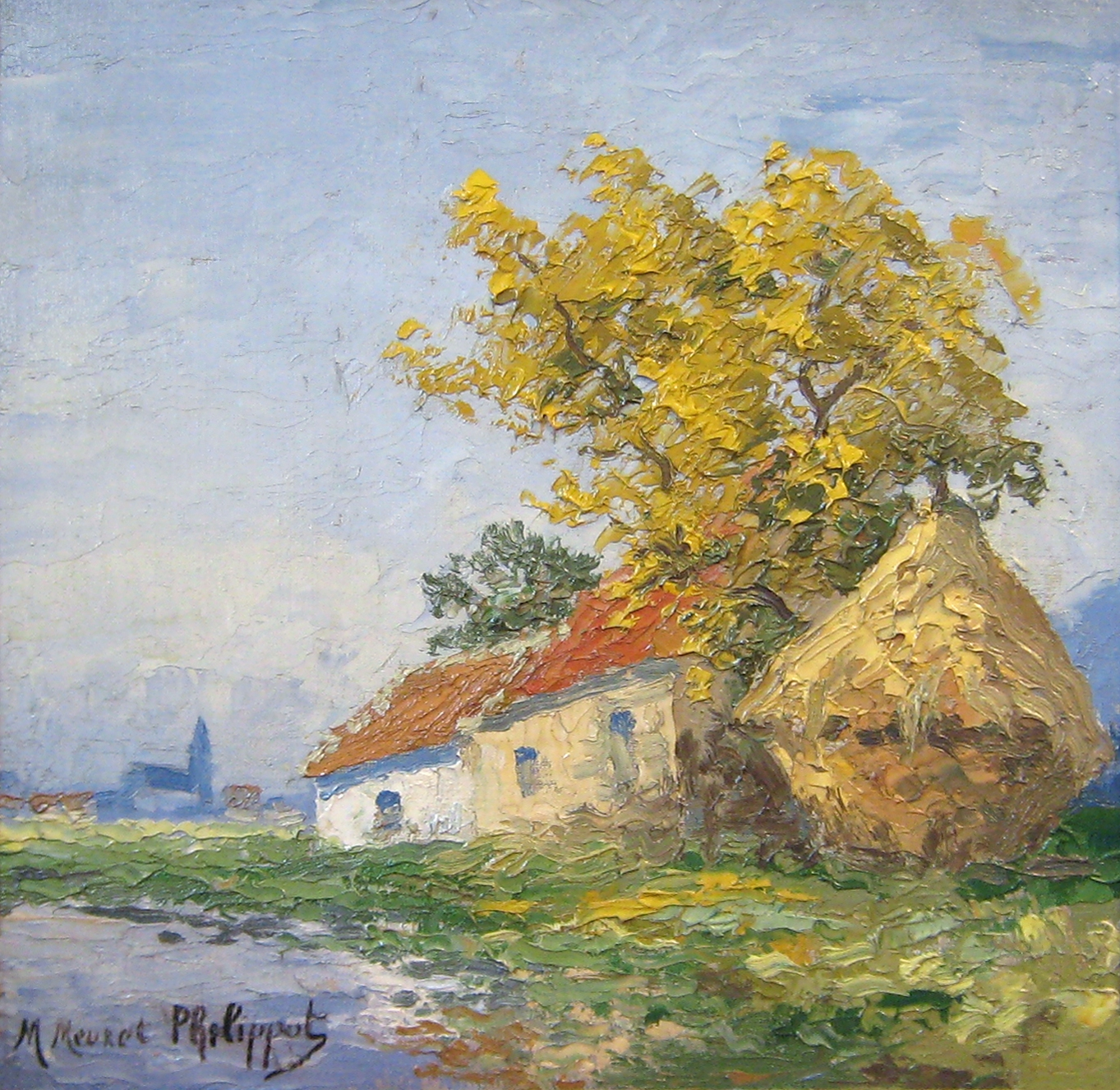
Ferme à Marcinelle

La guerre finie, elle essaya d'oublier ses jours tragiques et se laissa à nouveau absorber par sa passion. Elle prit des leçons auprès du peintre Willem Delsaux dont naturellement elle subit l’influence avant d’acquérir finalement une facture bien personnelle.
En 1925, elle participe à sa première exposition à la Galerie d'Art à Bruxelles. Le départ est pris. Ses toiles connaissent les cimaises de nombreuses autres expositions à Charleroi, Bruxelles, Courtrai, Bruges, Liège, Lille, Paris, Londres et Cologne. Des prix la récompensent. Ses  expositions en 1926, 1927 et 1934 au salon parisien de l'Union des femmes peintres et sculpteurs (UFPS) de France lui valent de flatteuses appréciations de la critique et des compliments du président de la République française, Gaston Doumergue, ainsi que des articles élogieux parus dans la presse américaine. Sa Route des Ardennes reçoit le prix de l'UFPS.
Malheureusement, l'incendie de son atelier, en 1939, détruit plus de 60 œuvres et sa santé chancelante en reçoit un tel coup qu’elle en meure quinze jours plus tard, à peine âgée de 52 ans.
Elle est incorporée au groupe des artistes du Hainaut tels que Delsaux, Doumont, Higuet, Martin, Mascaux, Paulus et Scoriel.

## Style

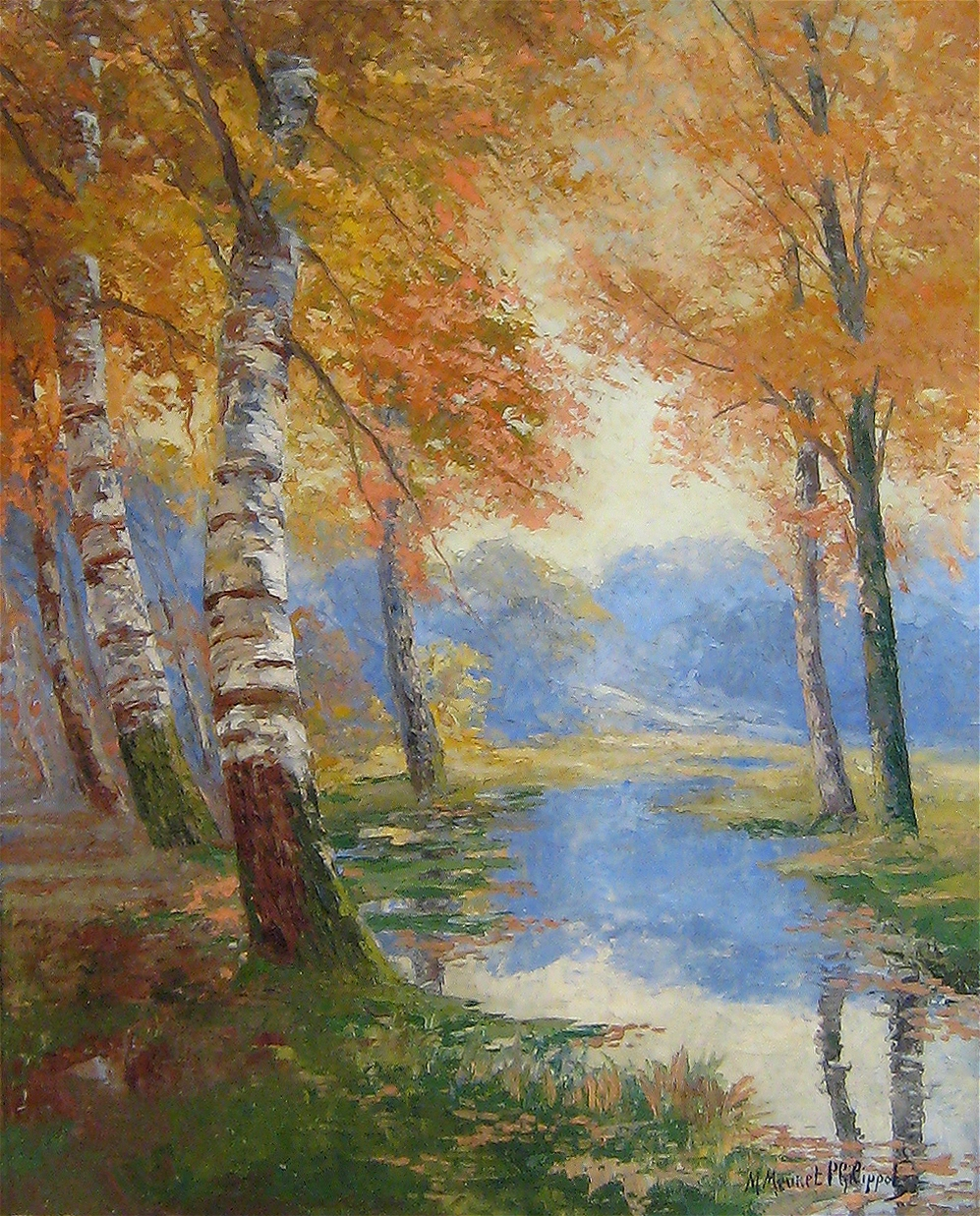
Bouleaux au bord du ruisseau

Paysagiste, Meuret-Philippot s’attache surtout à fixer sur la toile, des sites de l'Entre-Sambre-et-Meuse et des coins de Marcinelle aujourd’hui bien transformés par l’urbanisation. Dans la carriole paternelle, elle se rend aussi en Ardenne en passant par les rives de la Sambre et, au hasard des saisons, c’est la neige ou la pluie, les ardeurs de l’été ou la brume automnale qui fixent son choix. Si certaines vieilles rues et ruelles de Marcinelle tout autant que la vieille église Saint-Martin reçoivent les honneurs de son pinceau, c’est afin de déclarer son inébranlable attachement à sa commune natale.
Elle a donc pour seul maître, la nature qu’elle sait interpréter avec un sens exquis, empreint de vérité et de profonde simplicité. L’œuvre de Meuret-Philippot est toute idyllique et champêtre. Elle saisit à merveille les charmes des paysages de l’Entre-Sambre-et-Meuse ; elle en comprend la poésie et l’exprime d’une brosse souple et variée.

« (…) Meuret-Philippot voit la nature en poète, mais en poète romantique, à la manière grandiloquente de Victor Hugo… Mais depuis quelques années, elle tente, avec quelques succès de s’échapper de cette grandiloquence et de se rapprocher d’un impressionnisme naturaliste. (…) Dans certains sous-bois, de coloris heureux, l’artiste a su faire passer l’air qui donne de la vie aux feuillages d’automne où les ors, les cuivres et les pourpres vibrent en fanfares. »

## Éloges

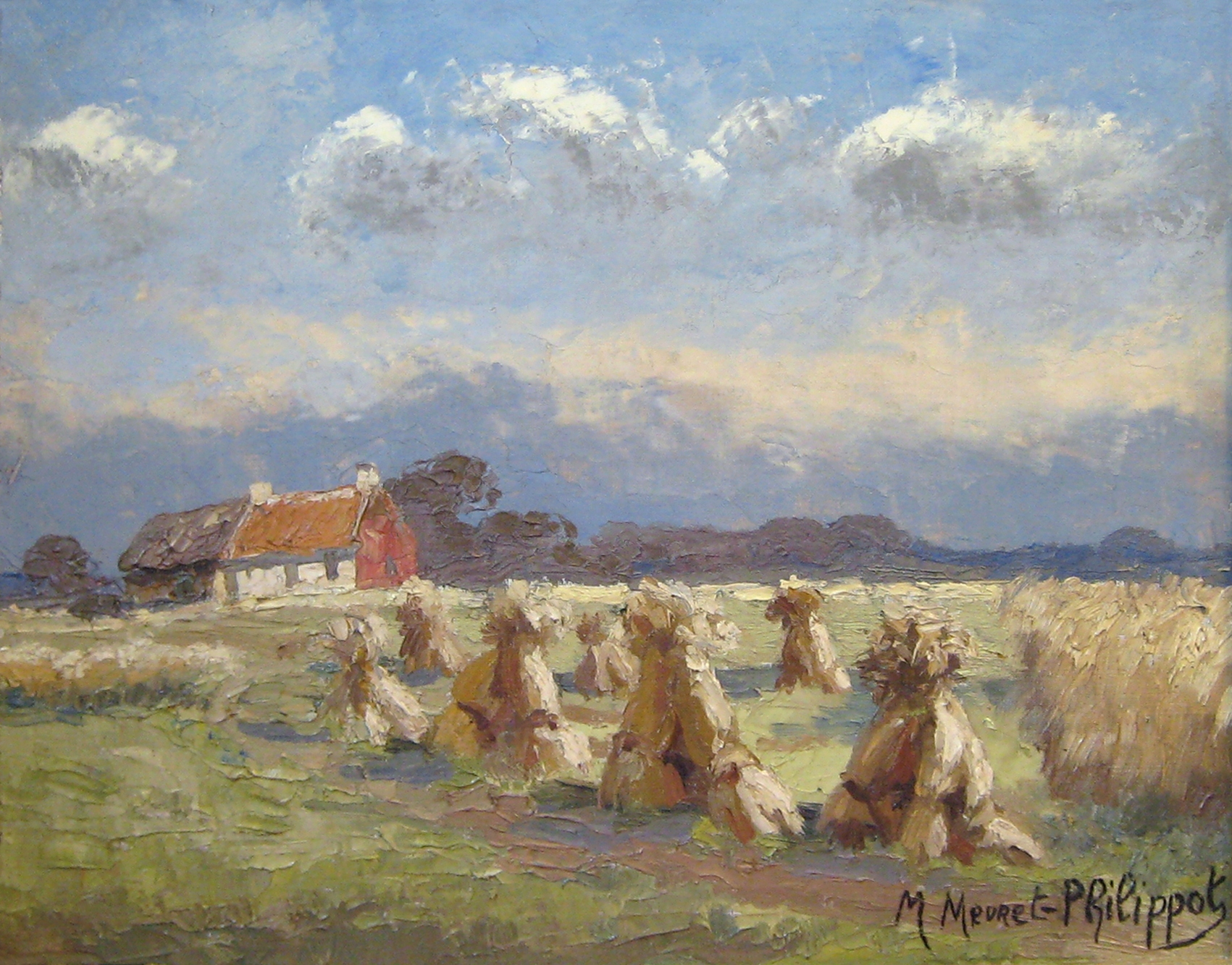
Les foins à Marcinelle

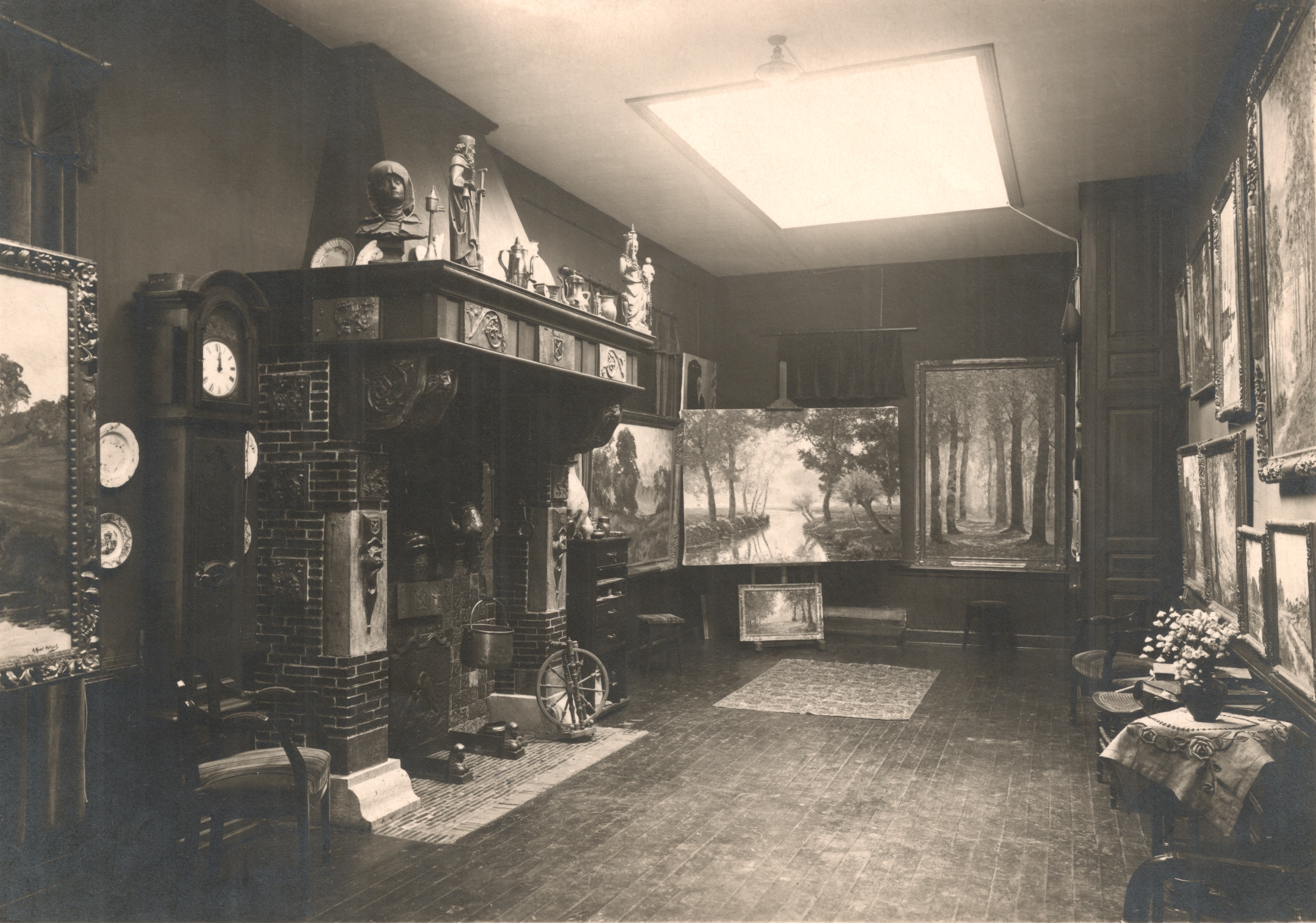
L'Atelier.

« On écrit tant sur la manière nouvelle de peindre et sur les procédés extraordinaires qu’emploient les artistes actuels à créer leurs chefs-d’œuvre mystérieux, énigmatiques et parfois "très amusants", que j’en suis dérouté ; j’ignore à quelle branche classer la manière de peindre les paysages de Mme Marie Meuret-Philippot. Je dirai simplement : La fin couronne l’œuvre. »

« De passage à Bruxelles, la première fois visitant le Salon de la Femme au lointain Cinquantenaire, j’étais étonné qu’il y eût un certain nombre d’artistes peintres, de sculpteurs hommes, aux noms connus, passons ! Mais je fus saisi et restai en admiration devant quelques paysages qui me transportaient loin de ce grand hall médiocrement installé. J’étais dans les bois, j’y respirais la fraîcheur, je croyais pénétrer dans le massif, tant la perspective y était facile, légère jusqu’au bout… Quittant ces bois, je me dirigeais vers les champs ; il me semblait voir fuir des nuages vaporeux ; tellement vraies, réelles, étaient saisies les beautés de la nature ; pour les comprendre et pouvoir les transporter sur une toile, qu’importe la manière, mais il faut être poète dans l’âme. Ces paysages étaient signés : Marie Meuret-Philippot ; je ne connais pas l’artiste, mais ses œuvres sublimes resteront gravées dans la mémoire du flâneur parisien. »

— Jules Destrée

## Œuvres
- Administration communale de Charleroi
  - Le Manet Culot. Huile sur toile.
  - Fond de la rue Volta à Marcinelle. Huile sur toile.
  - Rue Habart à Marcinelle. Huile sur toile.
  - Entrée de la rue du Basson, Marcinelle. Huile sur toile.
  - L'automne. Huile sur toile.
  - Rue Zénobe Gramme à Marcinelle. Huile sur toile.
  - Effet de Neige. Huile sur toile
  - Rue des Églantiers à Marcinelle. Huile sur toile.
  - Le Fond Boulet. Huile sur toile.
  - Le parc. Huile sur toile.

## Galerie

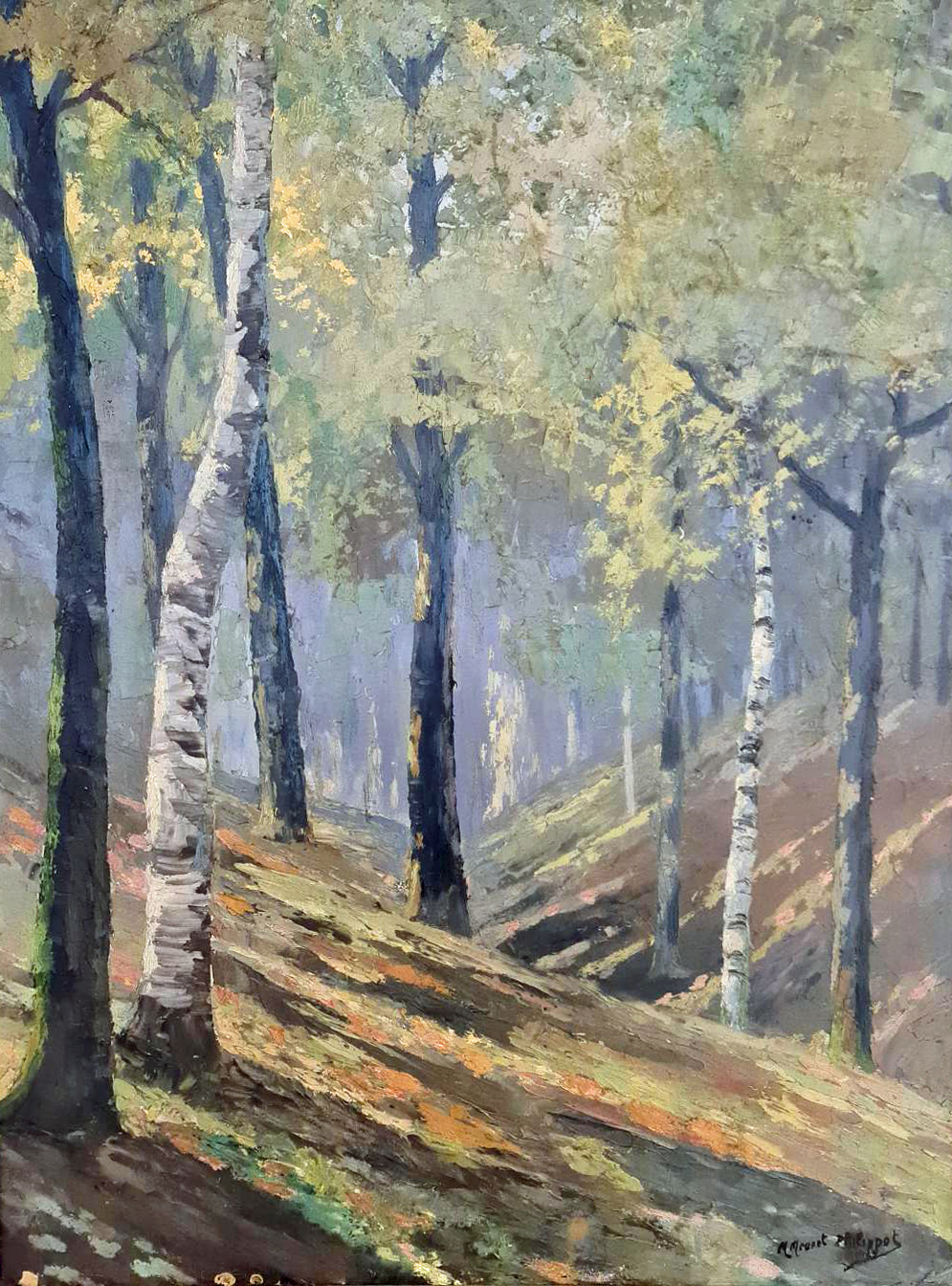
Sous-bois. Huile sur toile, 80 x 60 cm
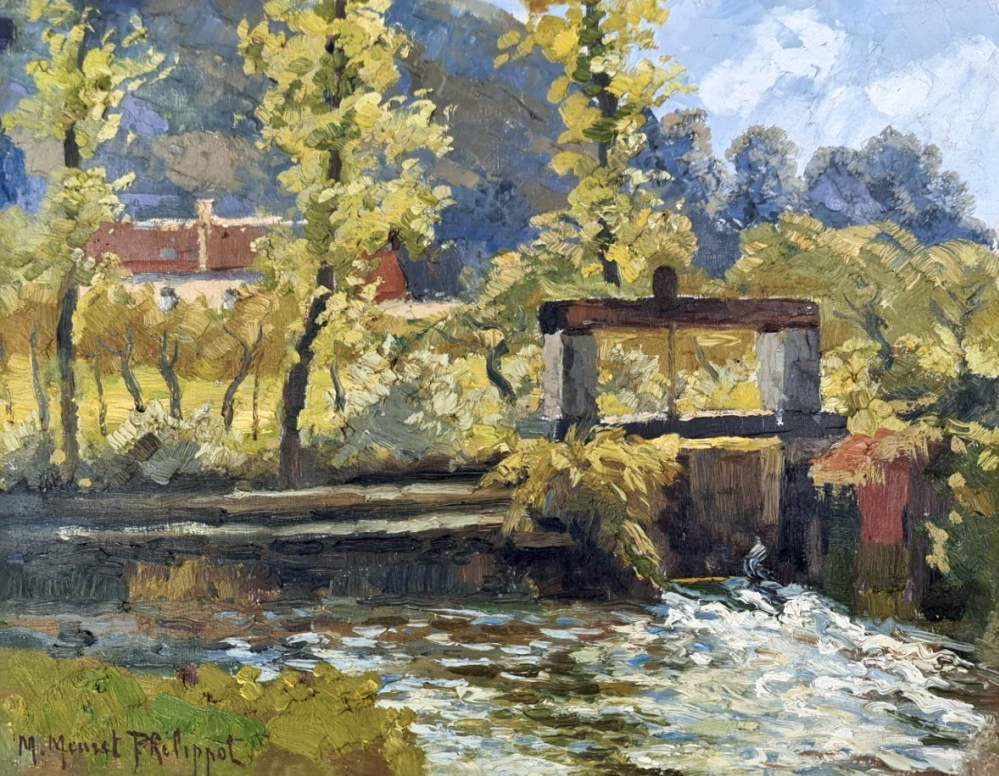
Petite écluse. Huile sur toile, 40 x 50 cm
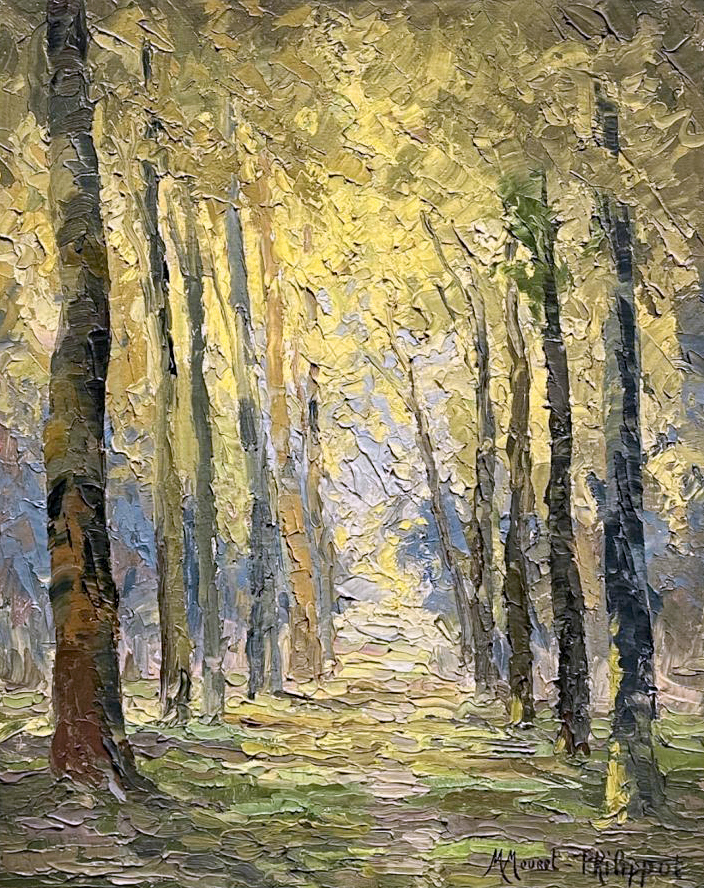
Sous bois en été. Huile sur toile, 50 x 39 cm.